# Wahlkreis Suhl
Der Wahlkreis Suhl war ein Landtagswahlkreis zur Landtagswahl in Thüringen 1990, der ersten Landtagswahl nach der Wiedergründung des Landes Thüringen. Er hatte die Wahlkreisnummer 44.
Der Wahlkreis umfasste die komplette kreisfreie Stadt Suhl mit dem Gebietsstand vom Oktober 1990.

## Ergebnisse
Die Landtagswahl 1990 fand am 14. Oktober 1990 statt und hatte folgendes Ergebnis für den Wahlkreis Suhl:
| Direktkandidat | Partei (Kürzel) | Erststimmen (%) | Zweitstimmen (%) |
| -------------- | --------------- | --------------- | ---------------- |
| Werner Ulbrich | CDU             | 28,9            | 28,9             |
|                | Chr. L          | –               | 00,1             |
|                | DFD             | –               | 00,8             |
|                | REP             | –               | 00,9             |
|                | DBU             | 00,5            | 00,3             |
|                | DSU             | 10,9            | 06,3             |
|                | F.D.P.          | 07,6            | 10,3             |
|                | LL-PDS          | 22,4            | 22,8             |
|                | NPD             | –               | 00,1             |
|                | NFGRDJ          | 12,5            | 10,5             |
|                | SPD             | 15,7            | 17,9             |
|                | UFV             | 01,6            | 01,0             |

Es waren 41.389 Personen wahlberechtigt. Die Wahlbeteiligung lag bei 68,7 %.  Als Direktkandidat wurde Werner Ulbrich (CDU) gewählt. Er erreichte 28,9 % aller gültigen Stimmen.